# Márkosz Bócarisz
Márkosz Bócarisz (Μάρκος Μπότσαρης, hibás átírással Markosz Botszarisz, albánul Marko Boçari, olaszul Marco Bozzari) (Dragani, 1790 – 1823. augusztus 21.) albániai görög kleftosz, szulióta harcos, a görög szabadságharc jelentős alakja. Dimitriosz Bócarisz későbbi görög miniszterelnök apja.
Szuli vidékén született, az Ali Tepeleni pasa által később meggyilkoltatott szulióta harcos, Kícosz Bócarisz második fiúgyermekeként. A legenda szerint a Bócarisz család ősei Szkander bég katonái voltak. 1803-ban Ali Tepeleni pasa elfoglalta Szuli vidékét, Bócarisz pedig több szulióta társával együtt a francia fennhatóság alatt álló Jón-szigetekre menekült és beállt a francia hadseregbe.
1814-ben csatlakozott a Filikí Etería görög hazafias társasághoz, 1820-ban pedig Tepelenivel szövetségre lépve harcolt az oszmán fennhatóság ellen. A görög szabadságharcban az ország epiruszi részén harcolt embereivel, és részt vett Meszolongi védelmében az első ostrom idején (1822–1823). 1823. augusztus 21-ének éjszakáján 350 szulióta élén támadást vezetett a Karpeniszit védő Musztaj pasa 4000-es albán előőrse ellen. Magát Musztajt foglyul ejtették, de Bócarisz – miközben elhagyta a tábort – végzetes fejlövést kapott.
Az albánok Marko Boçari néven szintén magukénak vallják Bócariszt. Nevéhez fűződik egy 1809-ben Korfun megírt, 1484 szót tartalmazó görög–albán szótár, amelyet François Pouqueville janinai francia konzul buzdítására írt meg. A kötet jelentősége, hogy a dél-albániai szulióta dialektus korabeli szókincséről ad átfogó képet. A kéziratos szótárt a párizsi Nemzeti Könyvtárban őrzik.
Bócarisz vitézi tetteit számos népköltészeti alkotás és költemény megörökítette (Faludi Ferenc, Fitz-Greene Halleck, Juste Olivier), s a párizsi 7-es metró Botzaris állomása az ő nevét viseli.